# Världsarv i Norge
Norge var det första landet i Norden som ratificerade världsarvskonventionen och gjorde detta den 12 maj 1977. Åren efter tog de nordiska ländernas riksantikvariämbeten fram en lista på lämpliga objekt i Norden. År 1996 uppdaterades listan efter nordiskt samråd. Den uppdaterade listan presenterades i rapporten "Världsarv i Norden" (Nord 1996:30).

## Norge och världsarvskonventionen
I Norge är det Miljøverndepartementet som är huvudansvarigt för världsarvskonventionen och dess avdelning för kulturminnesförvaltning fungerar som kontakt när det gäller ärenden som berör konventionen.

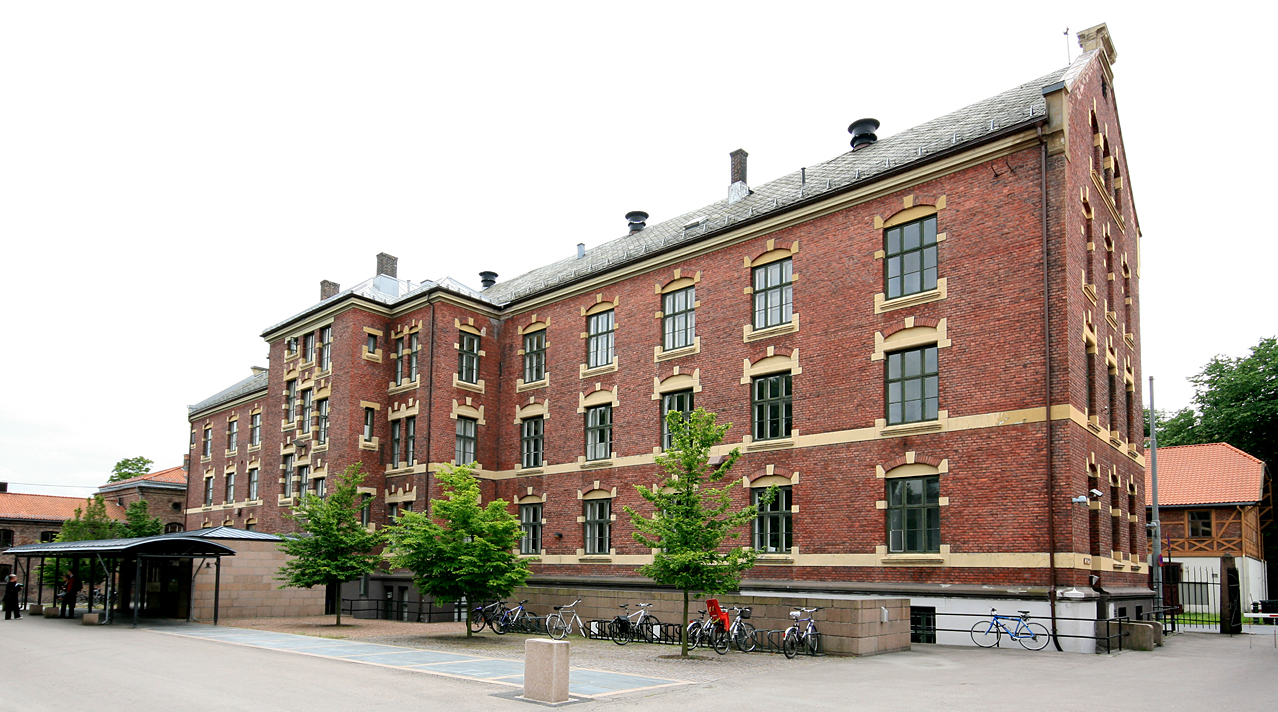
Miljøverndepartementets byggnad i Oslo

Fagdirektoratene vid norska riksantikvarieämbetet, Riksantikvaren, och det norska naturvårdsverket, Direktoratet for naturforvaltning, har ansvar för att ta initiativ till och bekosta den uppföljning och de rapporter som ska lämnas in till Unesco vart sjätte år. Riksantikvaren koordierar samarbetet.
1979 fick Norge sina första två världsarv, Bryggen i Bergen och Urnes stavkyrka. Sedan dess har antalet världsarv i Norge växt till åtta.

## De åtta världsarven i Norge[3]
| År   | Bild                        | Namn                                                                 | Fylke            | Kommun                       | Typ (kriterier) | Beskrivning |
| ---- | --------------------------- | -------------------------------------------------------------------- | ---------------- | ---------------------------- | --------------- | --- |
| 1979 | Urnes stavkyrka             | Urnes stavkyrka                                                      | Sogn og Fjordane | Luster                       | K (i, ii, iii)  | Urnes stavkyrka (stavkirke) är en stavkyrka vid Lustrafjorden 120 m ö.h. Kyrkan byggdes omkring 1130–1150[1] och är en länk mellan vikingakonsten med typisk djurornamentik som kallas urnesstil och den kristna stavkyrkoarkitekturen. |
| 1979 | Bryggen i Bergen            | Bryggen i Bergen                                                     | Hordaland        | Bergen                       | K (iii)         | Bryggen i Bergen är de gamla hanseatiska delarna av den norska staden Bergen. Området skrevs 1979 in på Unescos världsarvslista. Under medeltiden, hansatiden, var denna hamn en betydelsefull handelsplats. |
| 1980 | Røros                       | Bergstaden Røros                                                     | Sør-Trøndelag    | Røros                        | K (iii, iv, v)  | Kopparbrytningen i Røros pågick mellan 1644 och 1977. Stora delar brändes ned av svenska trupper 1678 och 1679, men staden återuppbyggdes i samma stil med trånga gränder och låga stugor. |
| 1985 | Hällristningar i Alta       | Hällristningarna i Alta                                              | Finnmark         | Alta                         | K (iii)         | De tusentals målningarna och hällristningarna i Alta visar att det här funnits en bosättning under tiden 4200 f.Kr.-500 f.Kr. |
| 2004 | Vegaöarna                   | Vegaöarna                                                            | Nordland         | Vega                         | K (v)           | Vegaöarna, ögrupp i Nordlands fylke i nära polcirkeln i Norge. |
| 2005 | Meridianstenen i Hammerfest | Struves meridianbåge - Fuglenes, Lille-Raipas, Lodiken, Bealjasvarri | Finnmark         | Alta, Hammerfest, Kautokeino | K (ii, iii, vi) | Struves meridianbåge är en triangelkedja som sträcker sig från Hammerfest i Norge i norr till Ukrainas kust vid Svarta havet i söder och har en längd på drygt 2 820 km. 1854 restes Meridianstøtten i Fuglenes till minne av mätningen. Den består av en fot i granit, en pelare i brons och ovanpå den ett kopparklot som föreställer jordklotet. |
| 2005 | Geirangerfjorden            | Västnorska fjordar — Geirangerfjorden och Nærøyfjorden               | Møre og Romsdal  | Norddal, Stranda             | N (vii, viii)   | Geirangerfjorden är en fjord på Sunnmøre, som är 15 km lång och utgör en arm till Storfjorden. Fjorden är ett av Norges mest besökta turistmål. Längst in i fjorden ligger samhället Geiranger. |
| 2005 | Nærøyfjorden                | Västnorska fjordar — Geirangerfjorden och Nærøyfjorden               | Sogn og Fjordane | Aurland, Lærdal, Vik         | N (vii, viii)   | Nærøyfjorden är en fjord som är omkring 20 km lång och utgör en arm till Sognefjorden. |
| 2015 | Vemorks kraftsstation       | Industriminnet Rjukan-Notodden                                       | Telemark         | Notodden, Tinn               | N (ii, iv)      | Vattenkraftverken i älvarna Måna och Tinne med tillhörande industrier därikring i Vestfjorddalen och Tinnsjø från Rjukan och ner till Notodden. |

## Förslag till världsarv
Norge har även tagit fram en lista på förslag till världsarv, dvs objekt som man planerar nominera till världsarv, på engelska kallad "tentative list". Följande objekt är upptagna på denna lista:
| Uppsatt    | Namn                                                                                         |
| ---------- | -------------------------------------------------------------------------------------------- |
| 2002-10-07 | Lofotenöarna                                                                                 |
| 2002-10-07 | Laponia - Tysfjorden, Hellemofjorden och Rago (utvidgning av världsarvet Laponia)            |
| 2007-06-21 | Svalbard                                                                                     |
| 2007-06-21 | Öarna Jan Mayen och Bouvet som delar i en transnationell nominering av Mittatlantiska ryggen |
| 2011-01-10 | Vikingamonument och platser / Vestfolds skeppsgravar och Hyllestads kvarnstensbrott          |